# Hypogée de Ħal Saflieni
L’hypogée de Ħal Saflieni est un hypogée préhistorique situé à Malte. Les découvertes archéologiques réalisées sur le site ont contribué à définir une courte phase spécifique du Néolithique final au sein de la Préhistoire de Malte.

## Historique

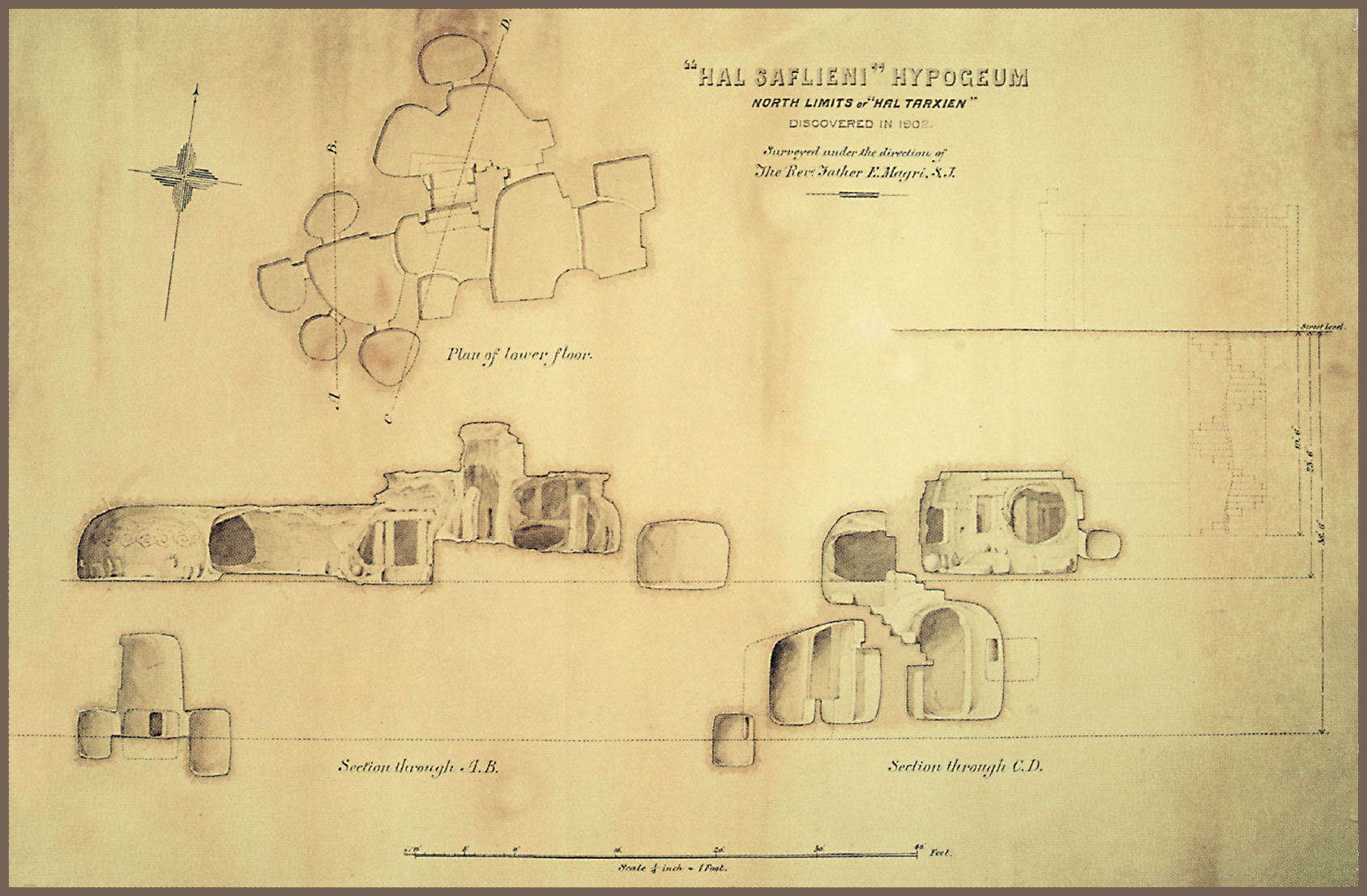
Premier plan réalisé lors du déblaiement de l'hypogée entre 1902 et 1907.

À la fin du XIXe siècle, le développement des chantiers navals militaires attire dans la région de Paola, près de Marsa, nombre de cultivateurs qui veulent devenir ouvriers. Les habitats se multiplient dans une zone appelée alors Tal-Għerien (« les grottes », en maltais). En 1902, en creusant une citerne, des ouvriers découvrent une cavité qu'ils s'empressent de consolider pour éviter tout effondrement. Le comité directeur du musée d'archéologie de la Valette mandate sur place le père jésuite Manwel P. Magri, qui décide d'excaver le deuxième niveau (le niveau supérieur étant à l'époque une propriété privée).
Les travaux ne sont pas terminés lorsque, en 1907, le père Magri est envoyé en mission à Sfax, où il décède sans avoir rédigé le rapport de ses fouilles. C'est un professeur de médecine, Themistocles Zammit, qui travaillait avec Magri depuis 1905, qui prend sa succession et continue les fouilles jusqu'en 1911. La décision d'ouvrir le site au public est prise en 1908.
En 1952, les fouilles sont reprises par John Davies Evans. En 1980, l'Unesco classe l'hypogée de Ħal Saflieni au Patrimoine mondial. En 1990, Anthony Pace, Nathaniel Cutajar et Reuben Grima constatent une dégradation du site, et en 1991 le site est fermé au public jusqu'en 2000, période pendant laquelle il est complètement restauré et placé sous atmosphère contrôlée.

## Description
Le site comporte une cinquantaine de salles sur une superficie d'environ 2 500 m2 réparties sur quatre niveaux : le niveau du sol primitif, le premier niveau à environ – 3 m de profondeur, le deuxième niveau à environ – 6 m et le troisième niveau à – 10 m. Il a été creusé entre 4100 et 2500 av. J.-C. En l'état actuel des connaissances, l'apparition du bronze à Malte datant d'environ 2500 av. J.-C., le creusement des salles de l'hypogée de Ħal Saflieni ne peut donc avoir été réalisé au moyen d'outils en bronze.

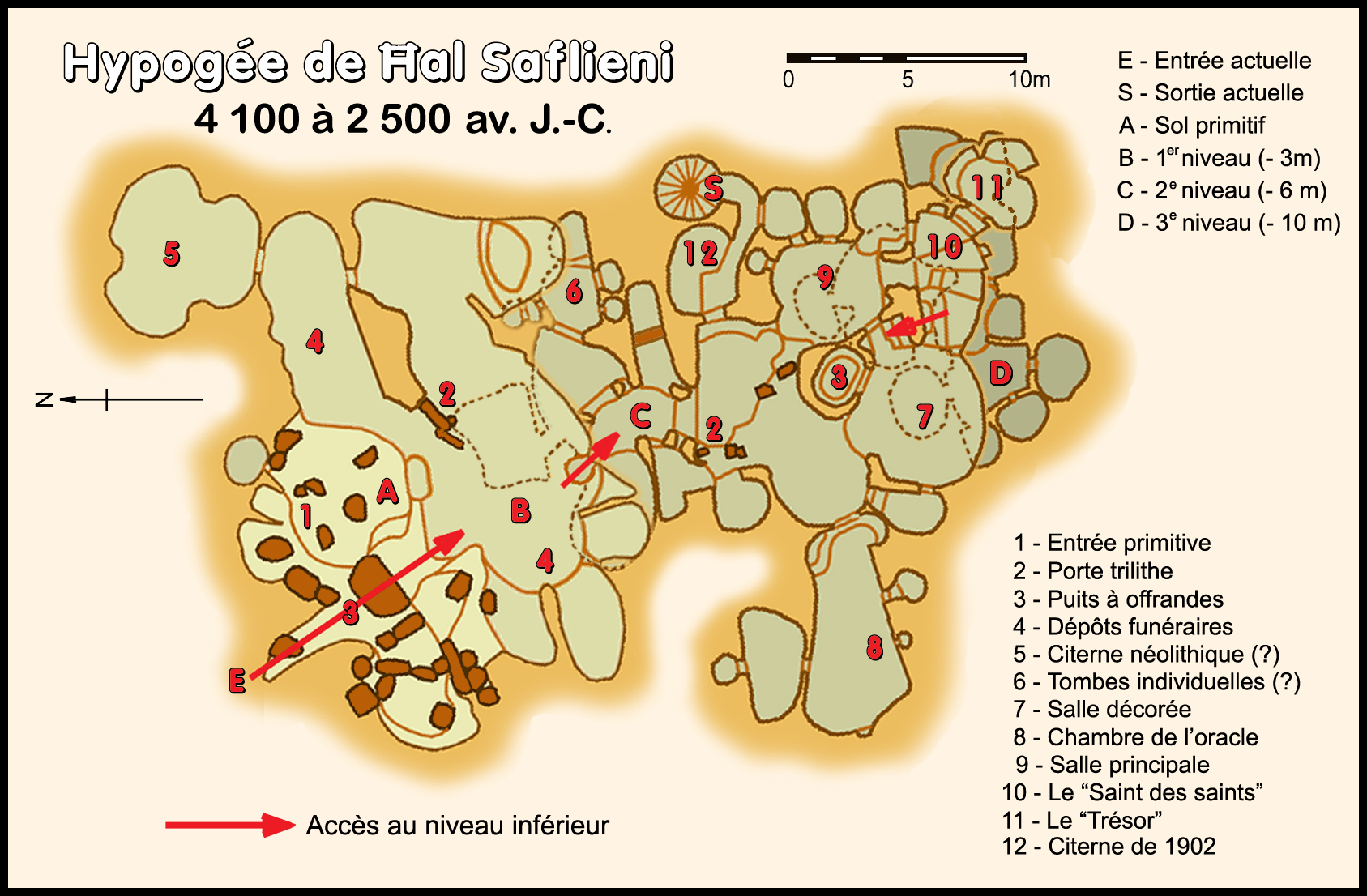
Plan de l'hypogée.

Le site a été utilisé dès la période de Mgarr et jusqu'au début du Tarxien. Le nombre d'inhumations qui ont été réalisées dans l'hypogée est estimé de 6 000 à 7 000 individus. Elles correspondent à des individus de type méditerranéen, de taille moyenne et assez trapus. Le mobilier funéraire trouvé est très abondant  : vases, coupes, statuettes en pierre et terre cuite, petits animaux stylisés (oiseaux, bovidés, tortues) sculptés dans diverses roches vertes ou test de coquillage avec des perforations en « V » laissant supposer qu'ils étaient portés en amulettes, perles en stéatite, canines percées.
La restauration du site à la fin du XXe siècle a permis la mise en valeur du niveau initial. L'entrée de l'hypogée est rehaussée par des portes trilithes et comporte un premier puits à offrandes où fut découverte une statuette féminine stéatopyge sans tête ainsi que deux têtes sans corps.

### Premier niveau
Le premier niveau est celui où furent découverts la très grande majorité des ossements. Zammit a estimé à environ sept mille le nombre total de squelettes que l'hypogée a abrités. Lors de fouilles du début du XXe siècle, les équipes d'ouvriers ayant dispersé les ossements découverts, le contexte archéologique et les rites d'inhumation associés demeurent inconnus. Il ne subsiste aujourd'hui que six crânes dolichocéphales conservés au musée national d'archéologie de Malte. Au fond de la salle de gauche, le grand espace relativement profond est interprété par les spécialistes comme pouvant être une citerne datant de 4000 av. J.-C. Toujours sur la gauche, un trilithe laisse supposer une partition de cet espace. Les premières chambres ont été datées de la phase Żebbuġ (4100 - 3800 av. J.-C.), et les agrandissements de la phase Ġgantija (3600 - 3000 av. J.-C.).

### Deuxième niveau

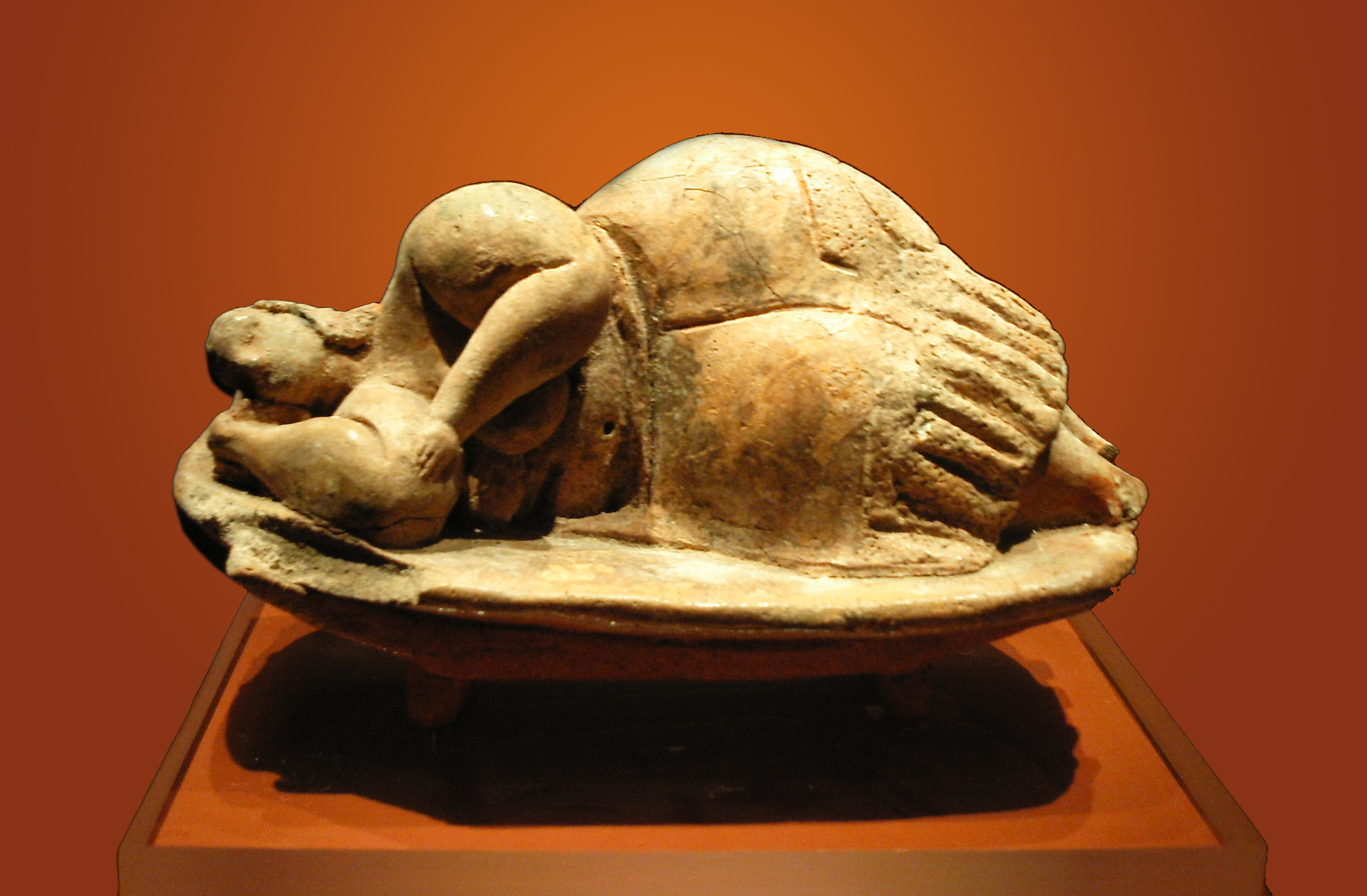
Statuette dite Sleeping Lady.

Le deuxième niveau est le plus vaste, et son plan est le plus complexe et le plus remarquable. La première salle visible sur la gauche semble être inachevée (la surface des parois ne comporte pas partout le même aspect de finition) mais le plafond est orné de quatorze disques d'ocre rouge. Les petites alcôves de cette salle laissent penser que l'endroit était réservé à des inhumations plus ou moins individuelles. En avançant dans l'hypogée, sur la droite, on peut voir la salle dite « chambre de l'Oracle », dont le plafond comporte un décor de spirales ocres rappelant les bas-reliefs du temple occidental de Ħal Tarxien. Une petite ouverture en hauteur dans le mur donne sur une niche, elle-même décorée, dite « niche de l'Oracle » en raison de l'écho induit dans le temple si l'on parle dans l'ouverture. Elle pourrait correspondre à l'emplacement d'une statue ou d'un objet cultuel.
En avançant toujours vers le fond de l'hypogée, on entre dans une nouvelle salle, au plafond décoré de volutes inscrites dans des pentagones. C'est dans cette salle que furent découverts dans un puits à offrandes des amulettes, des bijoux et la célèbre statuette dénommée Sleeping Lady. Derrière ce puits à offrandes, il existe trois pièces, les plus remarquables de l'hypogée : une chambre principale (supposée être un lieu de culte), une seconde chambre supposée réservée aux officiants et une troisième supposée être un lieu d'inhumation. Les parois de ces chambres représentent, sculptées dans le calcaire à globigérine, toutes les apparences extérieures et intérieures des temples de surface (trilithes, orthostates, autels, voutes en encorbellement, banquettes, etc.) Le traitement de la pierre, particulièrement soigné, donne à l'ensemble un aspect monumental,.

### Troisième niveau
On accède au troisième niveau par un escalier en partie tournant, composé de sept marches. Les salles, situées en grande partie sous celles du niveau supérieur, comportent des pilastres supportant la charge du niveau supérieur. Des traces d'ocre rouge laissent supposer une riche décoration. La fonction de ces salles est controversée, certains voulant y voir des réserves protégées par un escalier dangereux dans l'obscurité.